# Die Alpenklinik
Die Alpenklinik ist eine Fernsehserie von Das Erste, die von 2005 bis 2010 produziert wurde. Die sechste und letzte Folge lief am 1. März 2013.

## Handlung
Den erfolgreichen Berliner Herzchirurgen Dr. Daniel Guth verschlägt es in die Salzburger Gegend. Dort lernt er die attraktive Miriam Berghoff kennen und rettet mit ihr die verschuldete Privatklinik ihres verstorbenen Vaters.
Es gibt in jeder Episode eine abgeschlossene Handlung mit Episodenrollen, eine Geschichte über die Probleme der Klinik sowie eine, in die Daniel Guth privat verwickelt ist. Gedreht wurden alle Folgen in St. Martin bei Lofer im Salzburger Saalachtal.

## Episoden
| Episode 1: | Die Alpenklinik                          | 1. Mai 2006   |
| Episode 2: | Die Alpenklinik – Eine Frage des Herzens | 1. Mai 2007   |
| Episode 3: | Die Alpenklinik – Aus heiterem Himmel    | 4. April 2008 |
| Episode 4: | Die Alpenklinik – Riskante Entscheidung  | 1. Mai 2009   |
| Episode 5: | Die Alpenklinik – Liebe heilt Wunden     | 19. März 2010 |
| Episode 6: | Notfall für Dr. Guth                     | 1. März 2013  |

## Besetzung
| Name                            | Schauspieler         | Folge |
| ------------------------------- | -------------------- | ----- |
| Dr. Daniel Guth                 | Erol Sander          | 1–6   |
| Miriam Berghoff                 | Anica Dobra          | 1–4   |
| Miriam Berghoff                 | Saskia Valencia      | 5–6   |
| Dr. Alana Hellmann              | Claudine Wilde       | 1     |
| Dr. Alana Hellmann              | Julia Thurnau        | 2     |
| Dr. Alexander Ohlendorf         | Maximilian Schell    | 1     |
| Max Pulkava                     | Sigmar Solbach       | 2–4   |
| Oberschwester Dorothea Schwartz | Brigitte Kren        | 1–3   |
| Frederik Berghoff               | Benjamin Felix Meyer | 1–3   |
| Frederik Berghoff               | Lukas Schust         | 4–6   |
| Noah Baumgarten                 | Patrick Mölleken     | 4     |
| Dr. Linda Singer                | Beate Maes           | 3–6   |
| Bürgermeister Bruno Bossert     | Burkhard Heyl        | 1–2   |
| Bürgermeister Anton Rosner      | Albert Fortell       | 3–6   |
| Hertha                          | Katerina Jacob       | 5–6   |
| Thomas Moser                    | David Winter         | 5–6   |

Bemerkung:
Im Laufe der Filme wurden einige Charaktere von mehreren Darstellern verkörpert.

## Romane zur Serie
Am 2. Mai 2007 startete der Cora Verlag eine Taschenheftserie zur Filmreihe. Im ersten Heft wurden die Romane zu den beiden ersten Filmen unter den Titeln Wie alles begann und Eine Frage des Herzens abgedruckt. Der Autor der Hefte schrieb unter dem Pseudonym Marie Bondari. Nach dem ersten Heft wurde die Serie eingestellt.